# Polystichum martinii
Polystichum martinii är en träjonväxtart som beskrevs av Christ. Polystichum martinii ingår i släktet Polystichum och familjen Dryopteridaceae. Inga underarter finns listade.